# Zbigniew Ruta
Zbigniew Ruta (ur. 1963) – członek World Shotokan Institute, zawodowy instruktor karate (ranga 7 Dan), z wykształcenia socjolog (UAM Poznań).

## Kariera sportowa
Karate uprawia od 1978 roku. Zdobył mistrzostwo (Gdynia 1990) oraz wicemistrzostwo (Brenna 1995) Polski w kata drużynowym. 
W latach 1990–1997 był jednym z czołowych instruktorów  karate tradycyjnego w Polsce — między innymi dyrektorem XII Okręgu Polskiej Federacji Karate Tradycyjnego obejmującego swoim zasięgiem prawie całe Pomorze. Był wychowawcą zawodników karate tradycyjnego, karate shōtōkan, karate fudokan i karate WKF. 
W latach 1998–2001 pełnił funkcję prezesa Polskiej Federacji Karate Tradycyjnego Fudokan a w latach 2003–2008 przewodniczył Podkomisji Karate Shotokan W.S.I. Polskiego Związku Karate. Obecnie jest Dyrektorem Technicznym World Shotokan Institute - Poland. 
Od 2003 roku jest uczniem Mistrza Hiroshi Shirai (ranga 9 Dan). Był uczestnikiem wielu międzynarodowych staży karate (m.in. w dojo Mistrza Shirai w Mediolanie).
Od 1987 roku zamieszkuje w Wałczu (zachodniopomorskie).

## Nagrody i tytuły
- Laureat plebiscytu "Gazety Pomorskiej" na najlepszego trenera Chojnic w 1994 roku;
- "Trener roku 1995" w Wałczu;
- Złota odznaka "Zasłużony dla rozwoju sportu wyczynowego w woj. pilskim;
- W 2012 roku otrzymał "Laur Powiatu Wałeckiego" w kategorii duże kluby i indywidualności sportowe.